# Dê Golden Guernsey
Dê Golden Guernsey là một giống dê hiếm có nguồn gốc từ khu vực Bailiwick, thuộc Guernsey, nằm trên quần đảo Channel, một thuộc địa của Anh. Lần đầu tiên chúng được đưa đến Anh bởi Rudi Sweg vào năm 1965 và một giống phụ đã phát triển được gọi là Dê Guernsey Anh.

## Đặc điểm
Giống như tên gọi, giống dê này có màu vàng, với sắc thái khác nhau, từ màu vàng nhạt đến màu đồng đậm. Chúng có kích thước nhỏ hơn và có khung xương tốt hơn so với các loại dê chuyên nuôi với mục đích vắt sữa khác của Anh và có rất nhiều kích cỡ về chiều dài lông. Con đực thường có sừng, với cặp sừng rất lộng lẫy và rất ít con đực không có sừng. Ví dụ, từ một đàn, Rayton Herd, từ khoảng 200 con dê con giống Golden Guernsey sinh ra không con nào được tỉa lông, chúng không có sừng, và cũng không được biết đến là con đực hay cái. Tính cách của chúng được mô tả là "rất ngoan ngoãn, rất thân thiện".
Dê giống này được nuôi với vai trò vật nuôi lấy sữa hiệu quả với kích thước tương đối nhỏ, tạo ra năng suất trung bình 3,16 kg sữa mỗi ngày; Số lượng sữa này là ít hơn hầu hết các giống dê của Thụy Sĩ, nhưng lại có hàm lượng bơ và protein cao trong sữa (tương ứng là 3,72% và 2,81%). Sữa được lấy từ các con cái còn trẻ là phổ biến và lấy trong thời gian dê mẹ có sữa nhưng không có con non để cho bú.